# Rivalen der Luft - Ein Segelfliegerfilm
Rivalen der Luft - Ein Segelfliegerfilm è un film del 1934 diretto da Frank Wisbar.

## Produzione
Il film fu prodotto dall'Universum Film (UFA).

## Distribuzione
Il film uscì nelle sale cinematografiche tedesche il 19 gennaio 1934.